# SD 로그로녜스
SD 로그로녜스(스페인어: Sociedad Deportiva Logroñés)는 스페인 라리오하주 로그로뇨를 연고로 하는 축구단이다. 2009년에 창단되어 세군다 페데라시온에 참가하고 있다. 16,000명을 수용 가능한 에스타디오 라스 가우나스에서 홈경기가 열린다.